# Przededworze (gromada)
Przededworze (od 31 XII 1961 Chmielnik) – dawna gromada, czyli najmniejsza jednostka podziału terytorialnego Polskiej Rzeczypospolitej Ludowej w latach 1954–1972.
Gromady, z gromadzkimi radami narodowymi (GRN) jako organami władzy najniższego stopnia na wsi, funkcjonowały od reformy reorganizującej administrację wiejską przeprowadzonej jesienią 1954 do momentu ich zniesienia z dniem 1 stycznia 1973, tym samym wypierając organizację gminną w latach 1954–1972.
Gromadę Przededworze z siedzibą GRN w Przededworzu utworzono – jako jedną z 8759 gromad na obszarze Polski – w powiecie buskim w woj. kieleckim, na mocy uchwały nr 13a/54 WRN w Kielcach z dnia 29 września 1954. W skład jednostki weszły obszary dotychczasowych gromad Przededworze, Jasień i Holendry ze zniesionej gminy Chmielnik w tymże powiecie. Dla gromady ustalono 13 członków gromadzkiej rady narodowej.
1 stycznia 1956 gromada weszła w skład nowo utworzonego powiatu chmielnickiego w tymże województwie.
29 lutego 1956 do gromady Przededworze przyłączono oddziały Nr. Nr. 175–188 i 197–202 nadleśnictwa Chmielnik z gromady Stawiany w powiecie pińczowskim w tymże województwie.
31 grudnia 1959 do gromady Przededworze przyłączono obszary zniesionych gromad Suchowola i Śladków; równocześnie siedzibę gromady Przededworze przeniesiono do miasta Chmielnik.
W związku ze zlikwidowaniem powiatu chmielnickiego z dniem 31 grudnia 1961, gromadę Przededworze włączono z powrotem do powiatu buskiego w tymże województwie, gdzie...
- przyłączywszy do niej wsie Ciecierze, Andrzejówka i Szyszyce oraz kolonie Andrzejówka, Szyszyce, Chwalki, Kotlice i Topola ze zniesionej gromady Kotlice[13]

- a wyłączywszy z niej wsie Śladków Duży i Śladków Mały, kolonię Gruszka, osadę młyńską Borowiec oraz tereny byłych folkwarków Grzybowa i Śladków Duży (które włączono do gromady Sędziejowice)[14]

...gromadę Przededworze tegoż dnia zniesiono przez przemianowanie na gromada Chmielnik.